# Neptis pasteuri
Neptis pasteuri är en fjärilsart som beskrevs av Pieter Cornelius Tobias Snellen 1882. Neptis pasteuri ingår i släktet Neptis och familjen praktfjärilar. Inga underarter finns listade i Catalogue of Life.